# Popești-Leordeni
Popești-Leordeni é uma cidade na região metropolitana de Bucareste, distrito de Ilfov, Romênia. Localiza-se a menos de 10 quilômetros do centro da cidade de Bucareste. 
O censo demográfico de 2021 datou um total de 53.434 habitantes na cidade. A cidade faz parte da Região de desenvolvimento Bucareste-Ilfov, um grupo de cidades em torno da capital romena.
A maioria dos seus habitantes viaja diariamente para Bucareste, sendo Popești-Leordeni vista como uma cidade satélite da capital romena.